# Salvatore Sacquegna

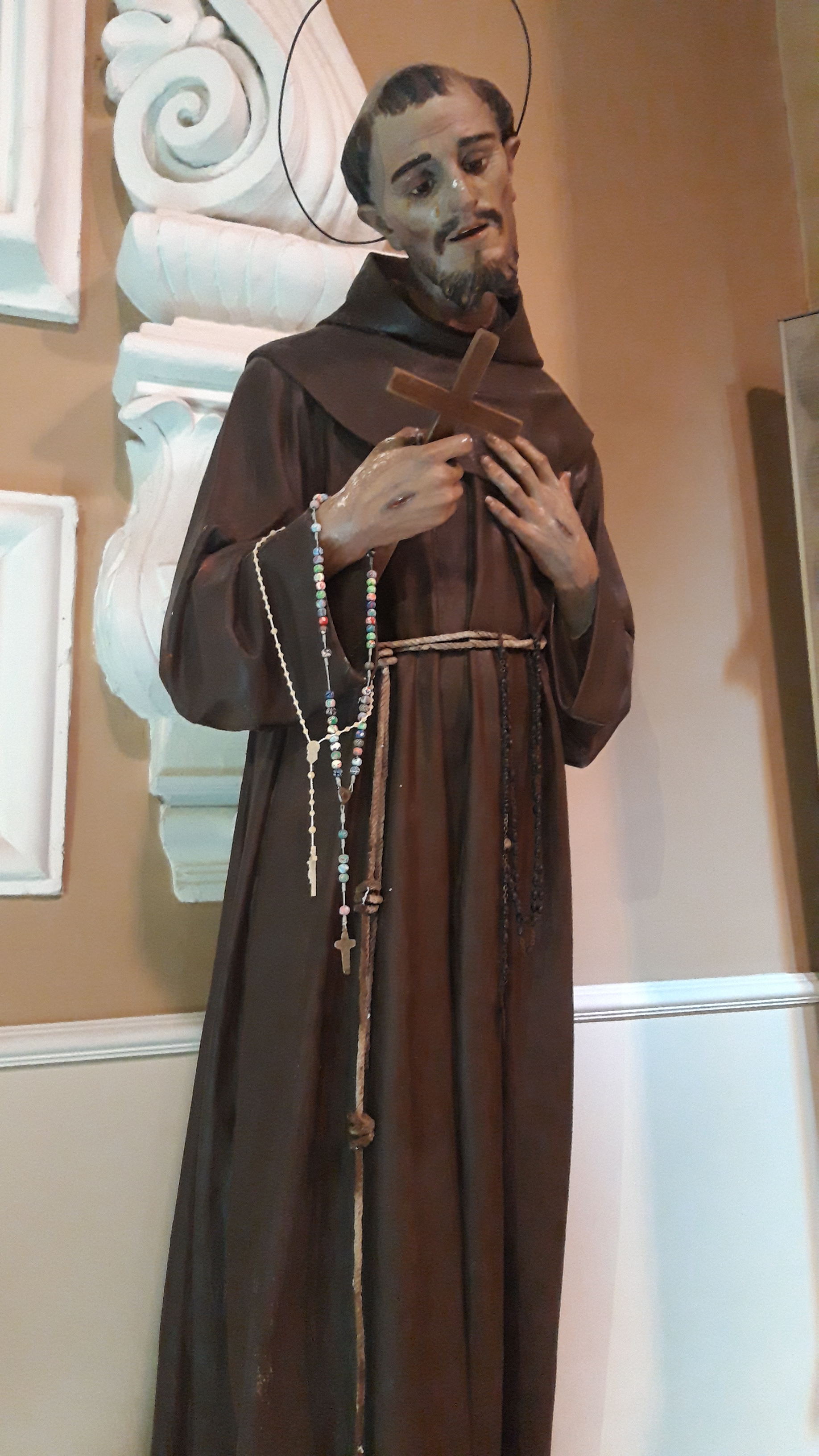
Pulsano (Taranto), Chiesa Madre, statua di san Francesco

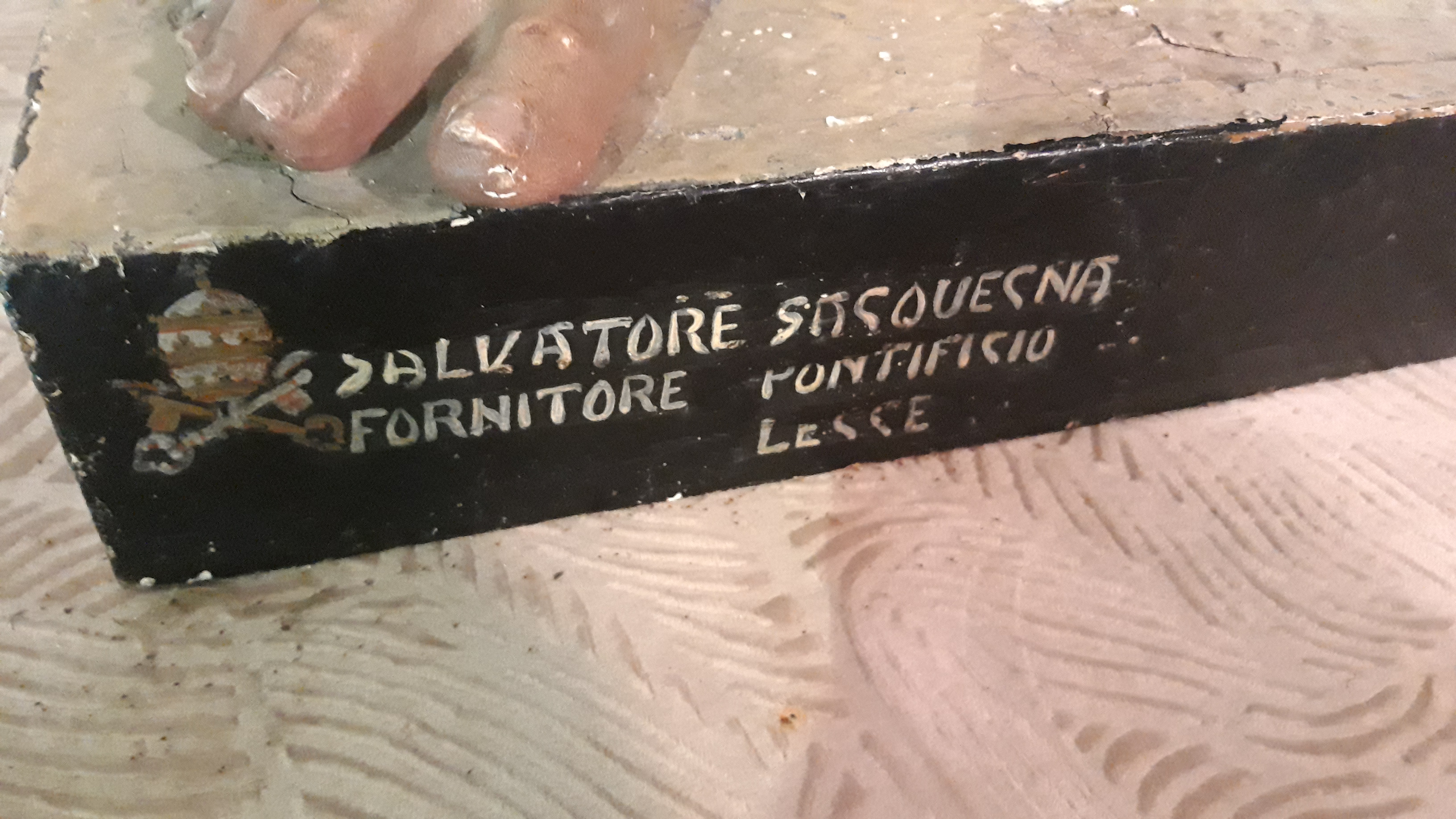
Firma originale dell'autore, Salvatore Sacquegna, presente sotto la statua di san Francesco oggi nella Chiesa Santa Maria la Nova di Pulsano (Taranto).

Salvatore Sacquegna (Lecce, 8 luglio 1877 – Lecce, 17 ottobre 1955) è stato un artigiano e scultore italiano.

## Biografia
Figlio di un agricoltore di nome Angelo e di una tessitrice di nome Maria Filomena Spedicati, è ultimo di sei figli. Fervente religioso, è stato terziario francescano e assiduo frequentatore del convento francescano di Sant'Antonio a Fulgenzio nella città di Lecce.
La sua attività fu molto prolifica soprattutto nei primi due decenni del XX secolo.
Realizzò moltissime statue di cartapesta per varie chiese e santuari in Puglia e Lucania e numerosi presepi, ad esempio per conto dell'Arcidiocesi di Brindisi va ricordato il lavoro svolto nella chiesa di Sant'Anna.
Autore di opere in terracotta, cartapesta e cera, fu allievo di Achille Lucrezi e nominato Cavaliere da Pio X per il bassorilievo Dogma dell'Immacolata e  Fornitore Pontificio da Benedetto XV per il San Carlo Borromeo che cura gli appestati (1922), opere entrambe in cera.
Nel 1911 ad Alberobello su richiesta di Don Giovanni Girolamo, ritoccò la vernice della statua di Santa Lucia compatrona di Alberobello. Nel 1931 a Coreggia (frazione di Alberobello) realizzò la statua del patrono San Vito martire per devozione di Vito Lippolis.
A Valenzano realizzò due statue dei misteri del Venerdì Santo, La Veronica asciuga il volto di Gesù e Gesù deposto nel sepolcro, usate per la Processione dei Misteri. 
Nel 1926 ottiene la Medaglia d'oro alla mostra di Fiume.

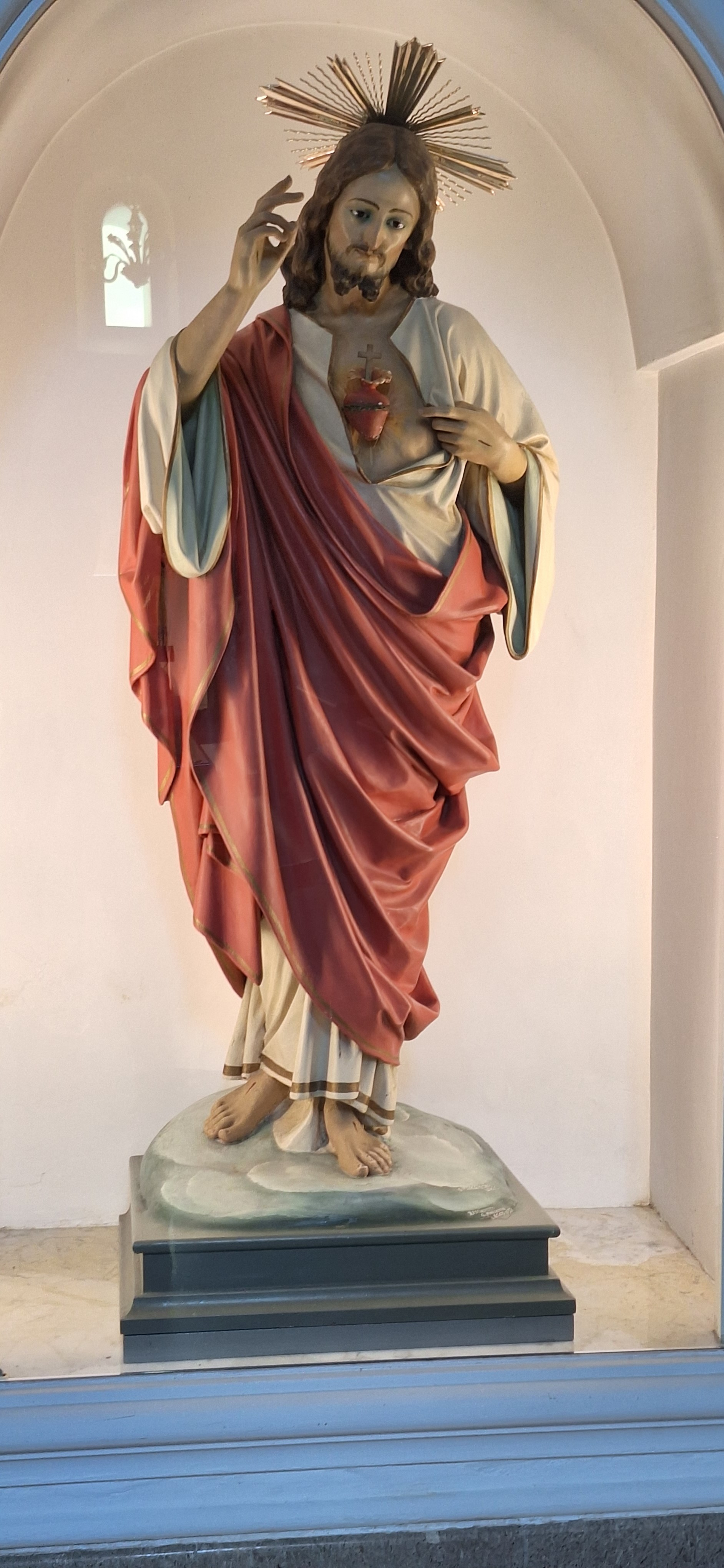
Leporano (Taranto). Chiesa Madre. Sacro Cuore di Gesù.

Numerose le sue opere in provincia di Taranto: a Pulsano, nella chiesa madre Santa Maria La Nova sono conservati i Santi Cosimo e Damiano oltre un San Francesco per la chiesa conventuale Santa Maria dei Martiri; a Lizzano, nel convento cittadino, c'è un San Francesco d'Assisi che abbraccia Cristo Crocifisso; a Leporano nella chiesa Madre c'è una statua del Sacro Cuore di Gesù.
A Taranto, la processione dei Misteri del Venerdì santo si apre con una sua scultura raffigurante Cristo all'orto. Altra sua opera di pregio è L'Immacolata Concezione conservata nella chiesa di Santa Maria Assunta a Grotteria.